# Hans Homberger
Hans Homberger (alemany: Hans Ernst Homberger)  (Schaffhausen, 31 d'octubre de 1908 - 26 de gener de 1986) fou un remer suís que va competir durant les dècades de 1930 i 1940. Era germà dels també remers Alex i Rudolf Homberger.
El 1936 va prendre part en els Jocs Olímpics d'Estiu de Berlín, on disputà tres proves del programa de rem. Guanyà la medalla de plata en el quatre amb timoner, formant equip amb Hermann Betschart, Alex Homberger, Karl Schmid i Rolf Spring; i la de bronze en el quatre sense timoner, formant equip amb Hermann Betschart, Alex Homberger i Karl Schmid. En la prova del vuit amb timoner fou sisè.
En el seu palmarès també destaquen dues medalles al Campionat d'Europa de rem, d'or en la prova del quatre sense timoner de 1935, i de plata en el vuit amb timoner del mateix any.